# Attentato al bus di via Allenby
L'attentato al bus di via Allenby fu un attentato suicida palestinese avvenuto il 19 settembre 2002 su un autobus della Dan Bus Company nel centro del quartiere degli affari di Tel Aviv, in Israele. 6 persone furono uccise nell'attacco e circa 70 rimasero ferite. Hamas rivendicò la responsabilità per l'attacco.

## L'attentato
Poco prima delle 13:00 il 19 settembre 2002, un attentatore suicida palestinese si fece saltare in aria davanti a un autobus affollato nel cuore del quartiere degli affari di Tel Aviv. L'attacco fu effettuato sull'autobus Dan numero 4 mentre stava attraversando via Allenby di fronte alla Grande Sinagoga di Tel Aviv. 6 persone furono uccise e circa 70 rimasero ferite nell'attentato.
Hamas rivendicò l'attentato.

### Vittime
- Shoshana (Rosanna) Siso, 63 anni, di Gan Yavneh;[6]
- Ofer Zinger, 29 anni, del moshav Petza'el;[7]
- Solomon Hoenig, 79 anni, di Tel Aviv;[8]
- Yossi Mamistavlov, 39 anni, di Or Yehuda;[9]
- Yaffa Shemtov, 49 anni, di Tel Aviv;[10]
- Jonathan (Yoni) Jesner, 19 anni, di Glasgow.[11]

## Conseguenze
Il governo israeliano accusò Yasser Arafat e la leadership palestinese di coinvolgimento nella Seconda intifada e nel traffico illegale di armi. Dopo una riunione di emergenza del gabinetto di sicurezza, convocata in seguito ai numerosi attentati palestinesi ai danni di civili israeliani avvenuti nel 2001 (tra cui questo), Israele lanciò un'operazione militare in Cisgiordania in cui carri armati e veicoli blindati assediarono il complesso di Yasser Arafat a Ramallah.
L'Autorità Nazionale Palestinese, gli Stati Uniti e l'Unione Europea condannarono l'attentato, mentre il portavoce di Hamas disse di aspettarsi una serie di operazioni contro il "nemico sionista".
Tra le vittime c'era Yoni Jesner, un'adolescente ebrea, che subì un grave trauma cranico e i suoi genitori firmarono il loro consenso per staccarla dal supporto vitale e donare i suoi organi. Yasmin Abu Ramila, una bambina palestinese di 7 anni di Gerusalemme Est, ricevette il suo rene. L'intervento ebbe successo e secondo quanto riferito, Yasmin avrebbe avuto ottime possibilità di vivere una vita normale. La storia fu ampiamente riportata a causa delle circostanze e dell'organo di Jesner donato a una bambina dalla parte opposta del conflitto.